# Psychotria crispipila
Psychotria crispipila är en måreväxtart som beskrevs av Elmer Drew Merrill. Psychotria crispipila ingår i släktet Psychotria och familjen måreväxter. Inga underarter finns listade i Catalogue of Life.